# Andrei Olari
Pour les articles homonymes, voir Olari.
Andrei Olari est un joueur moldave de rugby à XIII, qui a notamment joué pour l'Équipe de Moldavie de rugby à XIII en 1995 lors du tournoi des nations émergentes,, le Toulouse olympique XIII en 1999, l'Équipe de Russie de rugby à XIII en 2000.
Son fils ainé, également appelé Andrei Olari, est aussi joueur de rugby à XIII.

## Carrière en Rugby à XIII

### Clubs
- Villefranche-de-Rouergue : 1993-1999
- Toulouse olympique XIII : 1999-200?

### En équipe nationale
- Équipe de Moldavie de rugby à XIII
- Équipe de Russie de rugby à XIII